# Penthea intricata
Penthea intricata är en skalbaggsart som beskrevs av Francis Polkinghorne Pascoe 1864. Penthea intricata ingår i släktet Penthea och familjen långhorningar. Inga underarter finns listade i Catalogue of Life.